# Gázai övezet
A Gázai övezet (arab: قِطَاعُ غَزَّةَ Kiṭāʿ Ġazza) Palesztina része, a Földközi-tenger keleti medencéjének keleti partjai mentén, a Levante térségében fekszik. Délnyugat felől egy kis szakaszon Egyiptommal határos, délkelet és északkelet felől pedig Izraellel. A Gázai övezet Ciszjordániával együtt alkotja Palesztinát. Az övezet területének határait az 1948-as arab-izraeli háborút lezáró tűzszünet határozta meg.
Az övezet 41 kilométer hosszú, szélessége 6 és 12 kilométer között változik, így Budapestnél jóval kisebb területen él több mint kétmillió ember. Lakóinak döntő többségét palesztin menekültek és leszármazottaik alkotják. Az övezet a megszállt palesztin területek része, nem szuverén állam, hanem az 1994 májusában létrehozott, korlátozott önkormányzatisággal bíró ún. Palesztin Nemzeti Hatóság fennhatósága alá tartozó terület. 1967 óta izraeli megszállás alatt áll.
1967-ben Izrael megtámadta arab szomszédait és a hatnapos háború során elfoglalta Gázát és Ciszjordániát, ahol illegális zsidó telepeket létesített. A Gázai övezetben 21 zsidó telep létesült, közelítőleg nyolcezer lakossal. Ezek a telepek foglalták el az övezet területének 18 százalékát, míg a milliós palesztin lakosság a fennmaradó területre szorult. A Gázai övezet életét az izraeli hadsereg ellenőrizte és irányította. Az első intifáda nyomán, 1993-ban az oslói elvi megállapodás után indult meg a palesztin önkormányzatiság, az önálló palesztin állam kialakításának folyamata. E folyamat azonban a kétezres évek elejére kudarcba fulladt.
2005-ben, a második intifáda nyomán Izrael felszámolta a gázai zsidó telepeket és kivonta katonai erőit a Gázai övezetből, de blokád alá vette a térséget, amely jelenleg is izraeli és egyiptomi blokád alatt áll. A 2007-es gázai csata nyomán a Hamász Gázai övezetben kiszorította a Palesztin Nemzeti Hatóságot a hatalomból, és a 2023-as Izrael–Hamász-háborúig de facto ellenőrizte az övezet területét. A terület Izraeltől függ a vezetékes víz, az áram, a távközlés és egyéb közművek tekintetében is, amelyet 2023 végén teljes blokád alá helyeztek.
2008 és 2022 közt a Gázai övezetben öt háború és több mint harminc izraeli katonai hadművelet zajlott. Ezek a harcok jelentős károkat okoztak, ami miatt Gáza kiterjedt felújításra és helyreállításra szorult, de ez az izraeli zárlat miatt nem történhetett meg.
2023 őszén a Hamász rajtaütést hajtott végre a Gázai övezettel határos izraeli területeken, aminek nyomán Izrael háborút indított a Gázai övezet ellen. A két fél közötti konfliktus hosszú történetében ez a háború a legvéresebb a palesztinok számára. 2025. március 23-ig a harcok a Gázai övezetben legalább 50 082, Ciszjordániában 943 életet követeltek, közülük legalább 30% gyermek és 16% nő volt. Rengetegen megsebesültek és az övezet északi részén az épületek zöme, 70–80%–a megrongálódott vagy elpusztult. 2025-ben az övezet izraeli blokád alatt áll és éhínség van, a nemzetközi segélyek csak egy töredéke ér célba.

## Története
A terület nevét legnagyobb településéről, egyúttal székhelyéről, Gázáról (másképpen Gázaváros) kapta. A város egyike a legrégebbi folyamatosan lakott településeknek.

### Ókor
A terület már ősidők óta lakott, a kora ókortól kezdve több régészeti lelőhely ismert az övezetben.
A terület és tágabb környezete az ókori Egyiptom XIX. dinasztiája idején a Hettita Birodalom, Babilónia és az Egyiptomi birodalom közti határterületként többnyire egyiptomi fennhatóság alatt állt, Kánaán országaként utaltak rá. Babiloni szövegekben a Kánaánnak megfelelő szó Kinahhu-nak hangzik, s ez jelentette eredetileg a piros bíbort, amelyet a tengerből halászott bíborcsigából nyertek. A Kánaán jelentése hogy „Bíbor ország”, ugyanaz, mint a görög Fönícia névé.

A kádesi csata után, II. Ramszesz és a hettiták közötti békeszerződés értelmében a felek kölcsönösen elismerték a határokat.

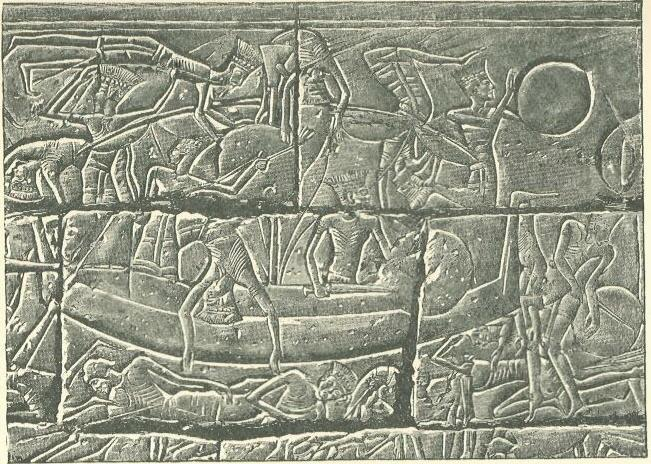
Filiszteus hadihajó ábrázolása III. Ramszesz Medinet Habuban álló templomából

Merenptah fáraó még sikerrel védi a területet a tengeri népek támadása ellen (i. e. 1208). Az erről szóló leírásban, a Merenptah-sztélében említik először az izraeli népet, ez az Izrael név első írásos emléke, egyúttal Izrael egyetlen említése régi egyiptomi szövegekben. „Kánaán népe nyomorult fogoly, Askelon meghódítva, Gezert elfoglaltam, Janoám elpusztult, Izrael puszta, magva nincs többé.” A szöveg rövidsége miatt nem vonhatók le messzemenő következtetések, megállapítások, de míg a többi név után az országot jelentő determinatívum áll, Izraelé után a népet jelentő, ami arra utal, ebben az időben nem országként, hanem népként (esetleg nomádokként), állandó városállam nélküli csoportként tekintettek rájuk.
III. Ramszesz idejében a tengeri népek elsöprik a Hettita Birodalmat, megszerzik a tengerparti területeket, de a Nílus deltáját és az Egyiptomi Birodalmat III. Ramszesz egy elkeseredett csatában megvédi a tengeri népek támadásával szemben (i. e. 1174 vagy 1178). E tengeri népek egyikét magyarul filiszteusoknak nevezik. E nép nevéből származik a mai palesztin népnév és Palesztina elnevezése is.
A Földközi-tenger partvidékén i. e. 1200 körül letelepedő filiszteusok számos kisebb-nagyobb települést, köztük öt jelentős várost emeltek. Ez az öt város, Gáza, Askelón, Asdód, Ekron és Gát pentapoliszt, azaz az öt városból és birtokaikból álló kereskedelmi és védelmi szövetséget alkotott. Róluk és cselekedeteikről a Biblia számos helyen, többek közt a Bírák könyve 3. fejezetében és Sámuel első könyvének 4. fejezetében is megemlékezik. E korban kezdődött a területért folytatott több évszázados izraeli-filiszteus és judeai-filiszteus háborúskodás.
A vaskorban az izraeliták a tágabb területen két királyságot alapítottak, az északi Izraeli Királyságot és a déli Júdai Királyságot. Az Izraeli Királyságot az Újasszír Birodalom hódította meg i. e. 722-ben. Szamária elfoglalása után a lakosság egy jelentős részét II. Sarrukín asszír király áttelepítette birodalma más területeire. A Júdai Királyság előbb az Újasszír birodalom, majd annak bukása után az Újbabiloni Birodalom kliensállama lett. A Babilon elleni lázadás nyomán II. Nabú-kudurri-uszur i. e. 587-ben megostromolta Jeruzsálemet, lerombolta a várost és elpusztította a Júdai Királyságot.
A makedón király, Nagy Sándor i. e. 332-ben hódította meg a területet Gáza ostroma után. A terület fölött Sándor halála után évszázadokig a vezérei alapította uralkodócsaládok, a Ptolemaida-dinasztia és a Szeleukida-dinasztia uralkodtak, gyorsan hellenizálódott.
Júdea i.sz. 6-tól a Római Birodalom tartománya volt, ezzel megszűnt a Levante területén kisebb-nagyobb megszakításokkal körülbelül az i. e. X. századtól létező izraelita, illetve zsidó államiság.
Hadrianus császár, az utolsó zsidó nemzeti szabadságharc, a Bar Kohba felkelés leverését követően (i. sz. 135), Júdea tartományt és a környező területeket Szíria Palesztina néven szervezte újjá, a zsidóknak pedig megtiltotta a jeruzsálemi letelepedést. Al-Quds város (Jeruzsálem) a császár családi nevéről az Aelia Capitolina (isteni Aelius) nevet kapta. A terület eztán évszázadokig viselte a Palesztina nevet, Róma, illetve a Bizánci Birodalom uralma alatt állt egészen az iszlám hódításokig. A zsidó vallás a Római és Bizánci Birodalom területén is a bevett vallások közé tartozott, így követői szabadon gyakorolhatták vallásukat.
Ebben a korszakban Gáza virágzó kikötő és kereskedelmi központ volt.

### Középkor
Palesztina Jeruzsálem ostroma után, 637-ben került a Rásidún kalifák uralma alá és vált az iszlám világ részévé. Gázát is ebben az évben foglalta el Amr ibn al-Ász. A muszlimok a zsidókat és keresztényeket egyaránt a könyv népeinek tekintették, akik így megtarthatták vallásukat, saját közösségük ügyeit pedig saját törvényeik szerint intézhették (dzimma). Az arab uralom időszakában gyors akkulturáció és arabizálódás zajlott le a terület népességének körében.
Az első keresztes háború során az Európából indult keresztény hadak 1099-ben elfoglalták Jeruzsálemet. A Jeruzsálem visszafoglalásával próbálkozó kalifát a keresztesek Askelónnál megverték. 1100-tól Palesztina területének jórésze a katolikus keresztény Jeruzsálemi Királyság birtoka. A keresztesek 1100-ban foglalták el Gázát. A keresztes hadjáratok során Palesztina 1099 és 1187 között keresztény kézen volt, majd Szaladin hadjáratai nyomán ismét visszakerült a muszlim uralkodókhoz.
1293-ban I. An-Nászir Muhammad egyiptomi szultán megalakította a Gázai Kormányzóságot, melynek Gáza városa lett a fővárosa.

### Újkor
1516-tól Palesztina, így Gáza is az Oszmán Birodalom része volt. Az oszmánok a muszlim dzimma hagyományát követve meglehetős türelemmel bántak nem muszlim alattvalóikkal. A soknyelvű és felekezetileg is sokszínű Oszmán Birodalom közigazgatásában a vallási felekezetek autonómiát élveztek, belügyeiket saját szokásaik és törvényeik szerint maguk intézhették (millet-rendszer).

### 20. század
Az első világháború után az antant hatalmai felosztották maguk közt az Oszmán Birodalom területeit. A Levante területe mandátumként került francia és brit fennhatóság alá. Ezt a fennhatóságot a világháború után létrehozott Népszövetség törvényesítette a mandátumrendszer keretében. A népszövetségi mandátumok rendszerét az 1919. június 28-án hatályba lépett Nemzetek Szövetsége Egyezségokmányának 22. cikkelye hozta létre. Így került a terület brit fennhatóság alá, Brit Palesztin Mandátum néven. A brit igazgatás 1920 júliusában kezdődött, a mandátum pedig 1923. szeptember 29-től volt hatályos.
Az I. világháború vége és 1947 között brit mandátumterület, tulajdonképp gyarmat volt. Miután 1917-ben a britek a Balfour-nyilatkozatban ígéretet tettek a cionista zsidó szervezeteknek egy zsidó nemzetállam létrehozására a Palesztin mandátum területén, a világháború után megindult a zsidók cionista mozgalom szervezte betelepülése, amit a zsidók hazatérésnek (alija) neveztek.
A zsidó bevándorlás gyorsan komoly feszültségekhez vezetett. E feszültségek első látványos kirobbanása volt a Burák felkelés 1929 nyarán. A zavargások és harcok során elpusztult Gáza zsidónegyede. A '30-as és '40-es évekre állandósult a feszült, polgárháborúhoz közeli helyzet palesztin arabok és zsidók közt egész Palesztinában.

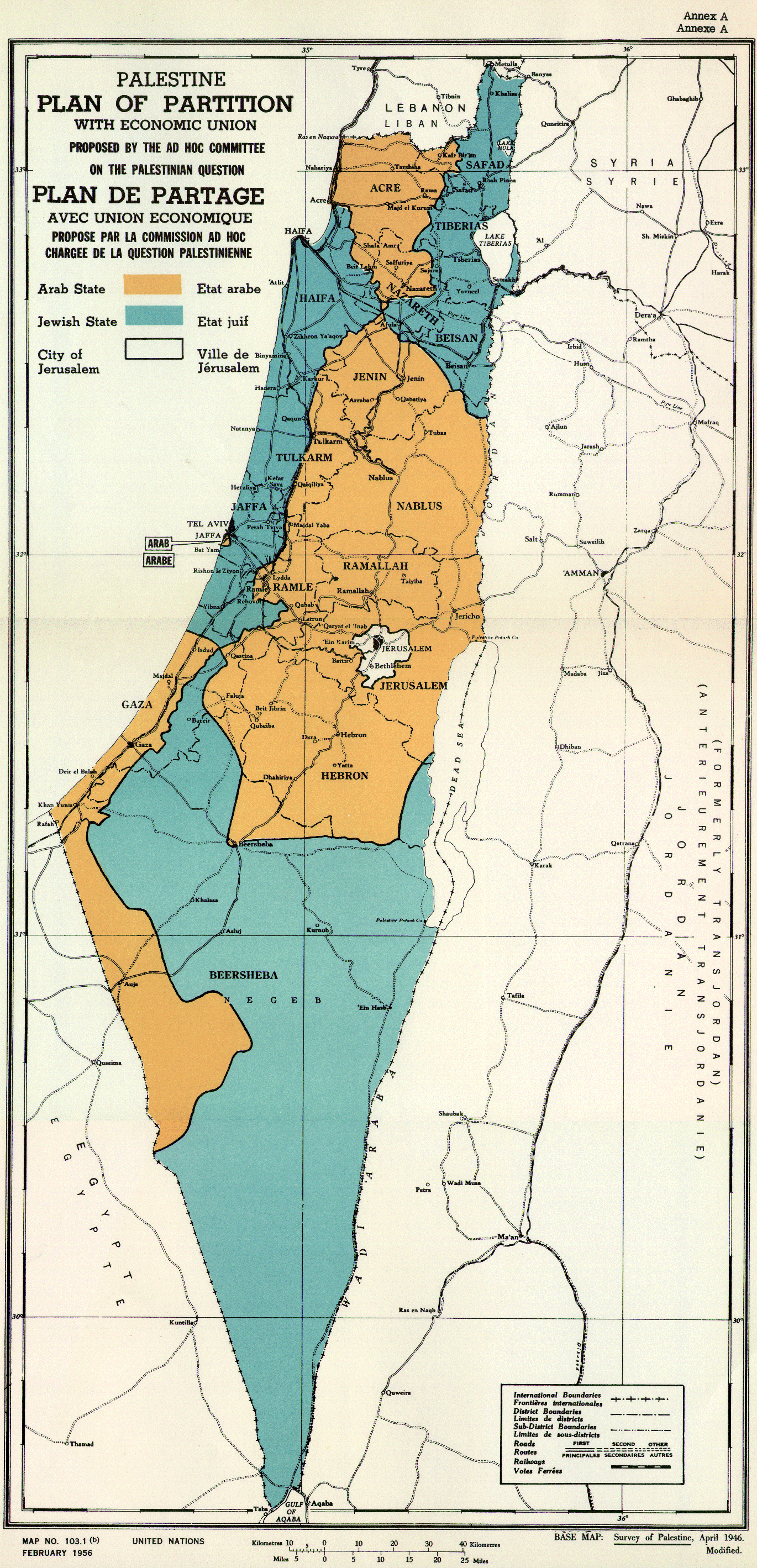
Az ENSZ 1947-es terve a Palesztin Mandátum felosztására

A második világháború után a britek visszaadták a mandátumot az Egyesült Nemzetek Szervezetének, a kezelhetetlen politikai helyzetre hivatkozva. A konfliktus rendezésének szándékával 1947. november 29-én az ENSZ Közgyűlése Palesztinát zsidó és palesztin államra osztotta. Bár a számukra rendkívül előnytelen tervet az arabok elutasították, a cionista zsidó szervezetek 1948. május 14-én egyoldalúan kikiáltották Izrael állam megalakulását. Ez a lépés az eddigi izraeli-palesztin polgárháború
kiszélesedéséhez, az 1948-as arab-izraeli háború kitöréséhez vezetett. A polgárháború és az arab-izraeli háború eseményei az arab lakosság tömeges meneküléséhez vezettek. A menekülők egy jelentős része az Egyiptom által elfoglalt Gázai övezetben lelt menedékre. Az övezetnek a menekültek érkezése előtt körülbelül 80 000 lakója volt, ami hetek alatt 280 000 főre duzzadt. Az érkezők nagy része az UNRWA által létrehozott menekülttáborokban lelt otthonra.
Az 1948-as arab-izraeli háború tűzszünettel zárult.
Izrael a britekkel és franciákkal karöltve megtámadta Egyiptomot, miután a három ország képviselői 1956. október 24-én Sèvres-ben aláírták az erről szóló Sèvres-i protokollt. A protokoll értelmében, ha a terv sikerrel jár, Izrael megszállja és annektálja a Gázai övezetet és a Sínai-félszigetet. A Szuezi válság néven elhíresült akcióban az izraeli csapatok 1956. október 29-én lépték át az egyiptomi határt.
1956. november 3-án és 12-én az izraeli hadsereg katonái 200~300 palesztint mészároltak le Hán Júnisz és Rafah menekülttáboraiban. Végül az Amerikai Egyesült Államok és a Szovjetunió nyomására Izrael kénytelen volt kivonulni az általa megszállt területekről.

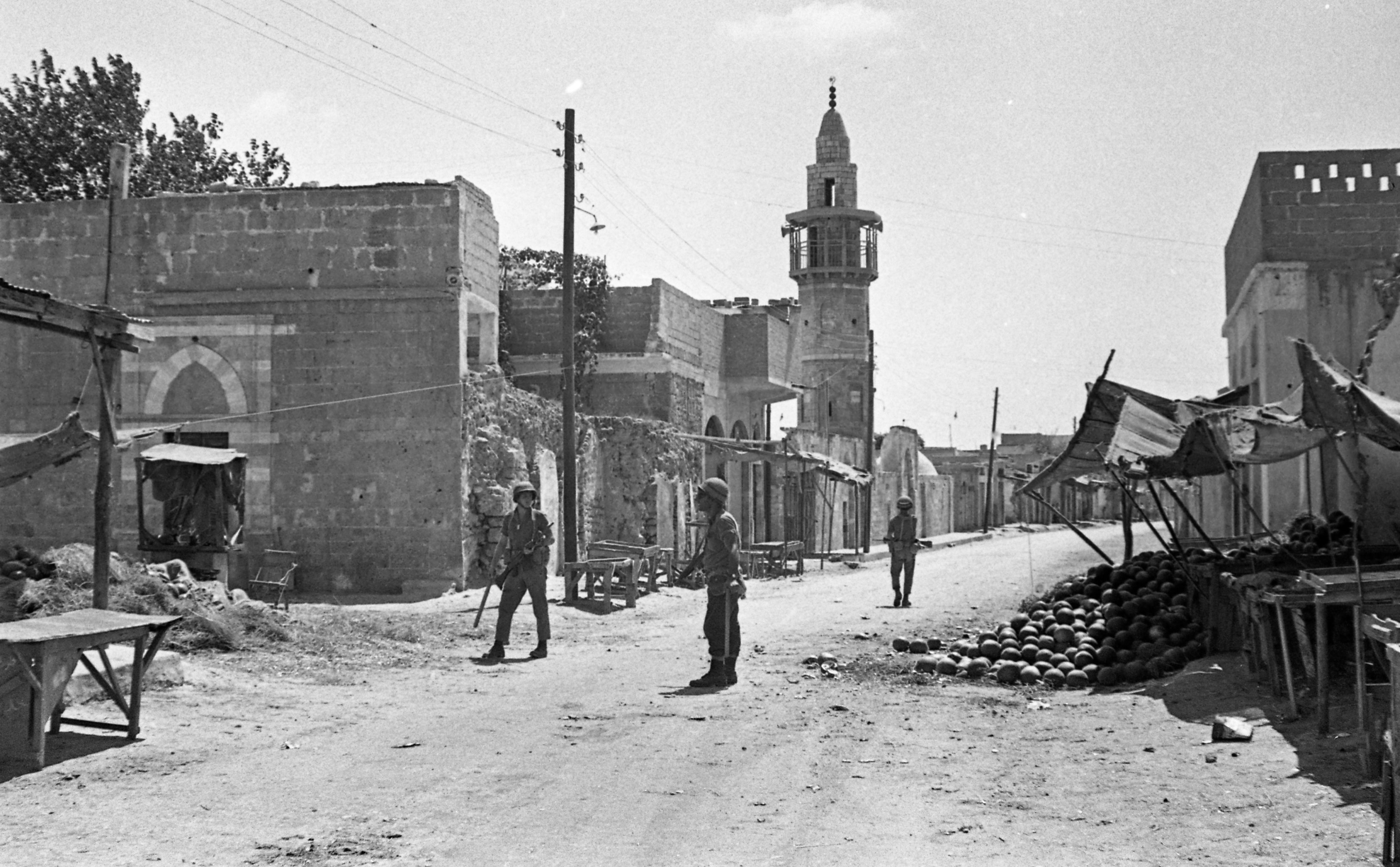
Az övezet 1969-ben, izraeli katonákkal

1967-ben Izrael megtámadta arab szomszédait és a hatnapos háború során elfoglalta Gázát és Ciszjordániát. A megszállt területeken az 1970-es évek elejétől kezdve Izrael zsidó telepeket létesít, melyeket az ENSZ illegálisnak ítél. A Gázai övezetben 21 zsidó telep létesült, közelítőleg nyolcezer lakossal. Ezek a telepek foglalták el az övezet területének 18 százalékát, míg a milliós palesztin lakosság a fennmaradó területre szorult. A Gázai övezet életét az izraeli hadsereg ellenőrizte és irányította.
A Gázai övezetben kezdődött az első intifáda, miután 1987. december 7-én egy izraeli katonai tehergépkocsi összeütközött egy palesztin személygépkocsival, megölve négy palesztint. A tüntetések és megmozdulások hamarosan átterjedtek Jeruzsálemre és Ciszjordániára is. A hat évig tartó harcokban 1087 palesztint, köztük 240 gyermeket, 100 izraeli civilt és 60 izraeli katonát öltek meg a megszállt palesztin területeken. Az intifáda kitörése nyomán alakította Ahmed Jászín 1987 végén a Hamász-t.
Az intifáda jelentős társadalmi és gazdasági terheket rótt Izraelre, így az izraeli kormány végül tárgyalóasztalhoz kényszerült, hogy az izraeli-palesztin viszonyt rendezze. A tárgyalások eredményeként 1993-ban született oslói megállapodások elhozták az intifáda végét. A megindult békefolyamat azonban az ezredfordulóra kudarcba fulladt, mivel nem szélesedett a palesztin önrendelkezés, nem jött létre a az önálló és életképes palesztin állam, sőt, tovább folyt a törvénytelen zsidó telepek építése a megszállt palesztin területeken.
Izrael az 1970-es évek elején kezdett határkerítést építeni a Gázai övezet köré, amelyet az idők folyamán folyamatosan erősített, továbbfejlesztett. Az övezetnek hét átkelőhelye van, azonban ezek nem, vagy csak időszakosan üzemelnek.

### 21. század
2000 szeptemberében kezdődött a második intifáda. A 2005-ig tartó összecsapásokban, illetve a palesztin gerillák által elkövetett öngyilkos merényletekben közelítőleg 3000 palesztin, 1000 izraeli és néhány külföldi állampolgár is életét vesztette.

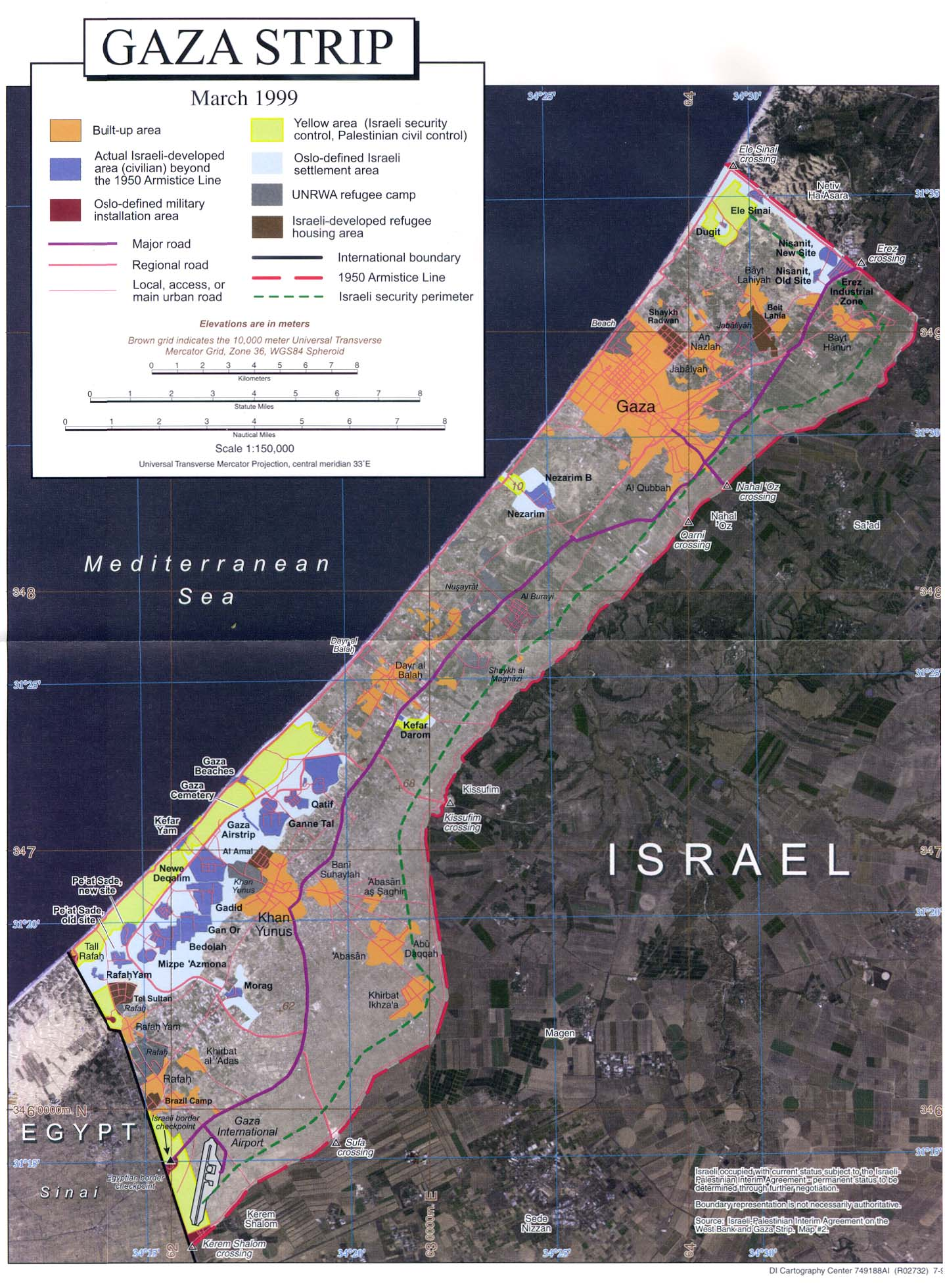
A Gázai övezet térképe, 1999. Kék színnel jelölve a zsidó telepek, naranccsal a palesztin települések.

Az intifáda Izraelnek súlyos társadalmi és gazdasági gondokat okozott, így az izraeli kormány, élén Aríél Sárón miniszterelnökkel a Gázai övezet feladása mellett döntött, mert a 21 zsidó telep és azok néhány ezer lakója biztonságának fenntartása aránytalanul magas költséggel járt, a Gázai övezet hivatalos annektálása pedig a több mint kétmillió palesztin izraeli állampolgárrá válását, ezzel az izraeli nemzetiségi arányok felborulását jelentette volna. A Knesszet 2005. február 16-án hagyta jóvá a tervet. Bár a zsidó telepeket felszámolták, az izraeli hadsereg pedig elhagyta a Gázai övezet területét, annak határait, felségvizeit és légterét máig is teljes ellenőrzése alatt tartja, és Izrael fenntartotta magának a jogot, hogy hadereje bármikor behatolhasson az övezet területére. A határzár gázai övezeti oldalán az izraeliek széles biztonsági sávot jelöltek ki, ahová a palesztinok nem léphetnek be, ezzel megfosztva az övezet lakóit földjeik használatának jogától.
Miután a Hamász nagy meglepetésre megnyerte a nemzetközi ellenőrök által is tisztának tartott 2006-os palesztin törvényhatósági választásokat a Fatah nem volt hajlandó együttműködni vele, ami palesztin belharcokhoz vezetett. Izrael a 2006-os választások óta tartja katonai zárlat alatt a Gázai övezet szárazföldi és tengeri határát, valamint légterét. A zárlat fenntartását Egyiptom is segíti, a Gázai övezet-Egyiptom határ lezárásával, amire az Izraellel kötött megállapodásai kötelezik. A Hamász 2007 óta irányítja egyedül a Gázai övezetet.
Az intifáda vége óta több háború és fegyveres összecsapás is zajlott Izrael és a Gázai övezet közt. Ilyen volt a 2008–2009-es Izrael–Hamász-konfliktus, a Felhőoszlop hadművelet, az „Erős szikla” hadművelet.
2018. március 30. és 2019. december 27. közt zajlott a Visszatérés nagy menete elnevezésű, nagy nemzetközi figyelmet kapott palesztin tüntetéssorozat a Gázai övezetben, a Gáza–Izrael műszaki határzár gázai oldalán. A tüntetők azt követelték, hogy a palesztin menekültek az ENSZ vonatkozó határozatainak megfelelően visszatérhessenek azokra a jelenleg Izraelhez tartozó településekre és földekre, ahonnan 1948 óta elmenekülni kényszerültek. Tiltakoztak továbbá Izrael akkor már több mint egy évtizede, a 2006-os palesztin választások óta tartó, a Gázai övezet szárazföldi és tengeri határát, valamint légterét sújtó katonai zárlata miatt, továbbá azért, mert Donald Trump, az Amerikai Egyesült Államok akkori elnöke elismerte Jeruzsálemet Izrael fővárosaként és oda költöztette országa nagykövetségét.
A megmozdulássorozat polgári kezdeményezésként indult, de mind a Hamász, mind a többi palesztin ellenállási szervezet beállt a kezdeményezés mögé. A tüntetések során az izraeli fegyveres erők 223 tüntetőt öltek meg, köztük 46 kiskorút, több mint 8000 tüntetőt pedig megsebesítettek.

#### 2023

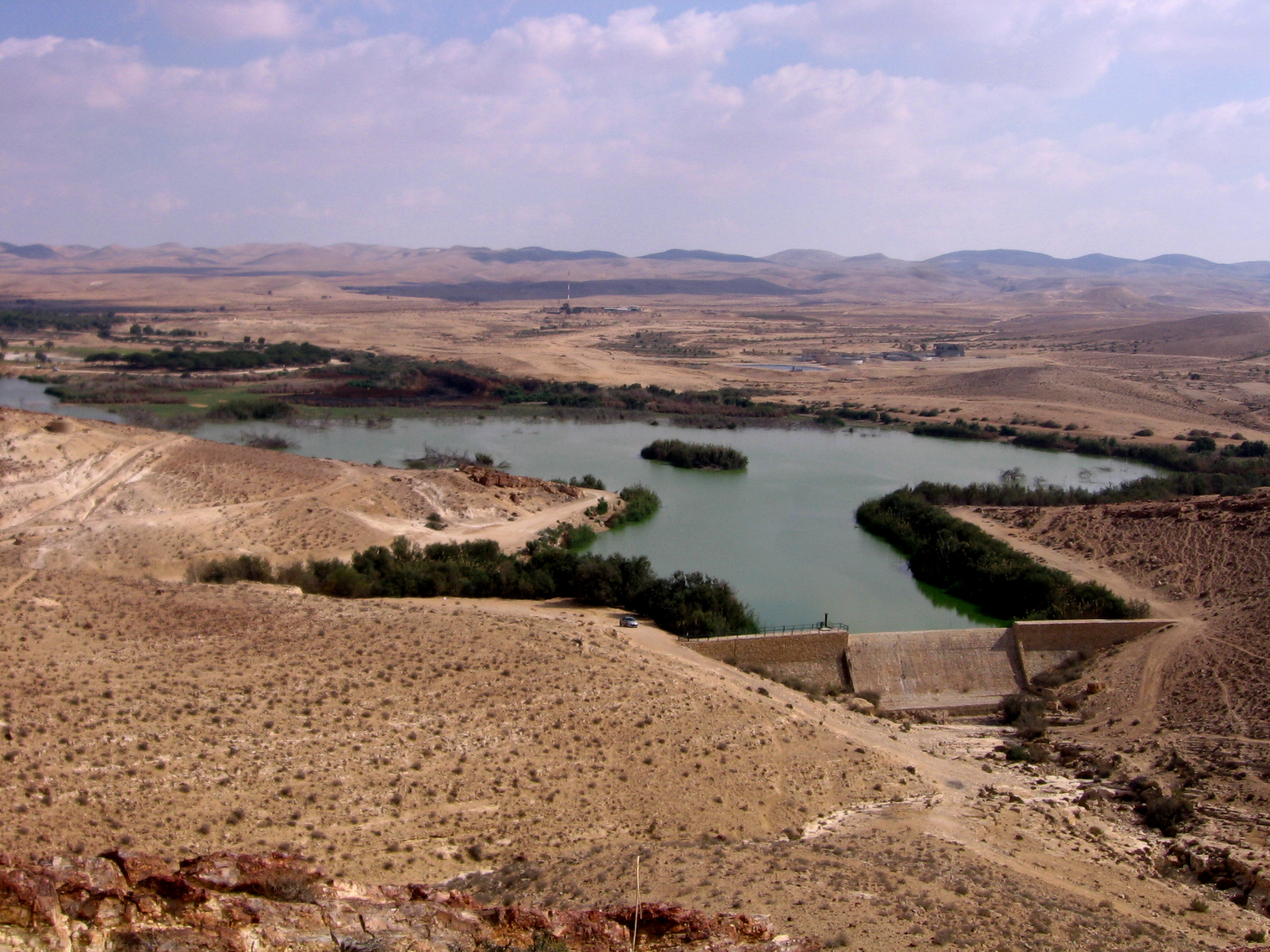
Jeruham duzzasztógát a Negev-sivatagban

A 2023-as háború október 7-én kezdődött. Ezen a napon a Gázai övezetben működő palesztin fegyveres ellenállási szervezetek a Hamász vezetésével váratlan, nagyszabású rajtaütést indítottak izraeli célpontok ellen. Ennek keretében a palesztinok körülbelül 3000 kezdetleges, házi készítésű rakétát lőttek ki Izraelre, palesztin harcosok áttörték az Izrael által a Gázai övezet köré épített műszaki zárat (hét méter magas kerítés, kamerák, érzékelők, önműködő gépfegyverek és őrtornyok kiterjedt rendszerét), laktanyákat, támaszpontokat támadtak meg, zsidó telepekre és településekre hatoltak be és számos foglyot ejtettek, akiket a Gázai övezetbe vittek. A palesztinok támadásukat al-Aksza áradás műveletnek (arabul: عملية طوفان الأقصى) nevezték.
A palesztin támadás váratlanul és felkészületlenül érte az izraeli hatóságokat és rendvédelmi szerveket. Joáv Galant védelmi miniszter széleskörű tartalékos mozgósítást rendelt el, és rendkívüli helyzetet hirdetett a Gázai övezet határtól számított 80 kilométer sugarú körzetben. A támadás kezdete után egy órával a hadsereg szóvivője felszólította a déli és középső területek lakóit, hogy tartózkodjanak védett helyek közelében, a Gázai övezet környékén pedig védett helyen. A támadás kezdete után két órával az IDF bombázni kezdte a Gázai övezetet.

A Gázai övezet főbb települései. A településhatárok elmosódnak

Joáv Galant izraeli védelmi miniszter október kilencedikén elrendelte a Gázai övezet teljes zárlatát. Kijelentette, hogy: „Nem lesz villanyáram, sem élelem, sem víz, sem üzemanyag, mindent elzárunk. Emberállatok ellen harcolunk, és ennek megfelelően cselekszünk.”
A 2023 szeptemberében kezdődött háború jelenleg (2025 márciusa) is tart.
Az izraeli-palesztin konfliktus hosszú történetében ez a háború a legvéresebb a palesztinok számára; Egyes becslések szerint 2025. március 23-ig a harcok a Gázai övezetben 50 082, Ciszjordániában 943 életet követeltek, köztük legalább 30% volt gyermek és 16% nő. Az izraeli hatóságok közlése szerint a harcokban 2024 októberéig közelítőleg 830 izraeli és külföldi polgári személy és 728 izraeli katona vesztette életét.

## Földrajz
A Gázai övezet a Földközi-tenger keleti medencéjének keleti partjai mentén, a Levante térségében fekszik. Az övezet 41 kilométer hosszú, szélessége 6 és 12 kilométer között változik. Délnyugaton Egyiptommal határos, a határszakasz 11 kilométer hosszú. Délkeleten és északon Izraellel határos, a közös határ 51 kilométer hosszú. Nyugatról a Földközi-tenger határolja, partvonala 40 kilométer hosszú.
A terület síkvidék és dombság, legmagasabb pontja 105 méterrel fekszik a tengerszint felett. Egyetlen jelentős felszíni vízfolyása a Vádi Gáza, ám a folyó vízgyűjtő területének szinte egésze Izraelben fekszik, ahol a folyóra és az abba ömlő vízfolyásokra gátakat és tározókat építettek, vízhozamának jelentős részét visszatartva, így annak medre a gázai szakaszán az év nagyobbik részében ma már száraz.
Az éves csapadék átlagos mennyisége 357 mm. A csapadék eloszlása nem egyenletes, annak szinte egésze télen, november és február közt hullik. Köppen klímaosztályozása szerint a Gázai övezet éghajlata meleg félsivatagi (BSh). A Gázai övezet területének közelítőleg 42 százaléka alkalmas valamiféle mezőgazdasági művelésre. A terület természeti kincsekben szegény, azonban partjai mentén tengeri földgázlelőhelyek találhatók.
A Gázai övezetre jellemző a városodás és városiasodás, gyakorlatilag a teljes népesség néhány nagy településen él. A népsűrűség közelítőleg 6100 fő/km².

## Társadalom

### Népesség
Körülbelül 2,2 millió palesztin lakja a térséget. Azonban döntően a gázai gazdaságot megfojtó izraeli blokád miatt a munkanélküliség 70-80% körüli, a szegénység általános, a nagy népsűrűség pedig tovább rontja az övezet élhetőségét. A terület fejlesztését, illetve az izraeli hadsereg rendszeres pusztításai utáni újjáépítéseket egyes arab országok (pl. Katar), nemzetközi szervezetek (ENSZ, Arab Liga és Európai Unió) jelentős pénzügyi erőforrásokkal támogatják. Azonban a gázai infrastruktúrában az évek során Izrael által okozott károk évtizedekkel vetették vissza a terület fejlődését.

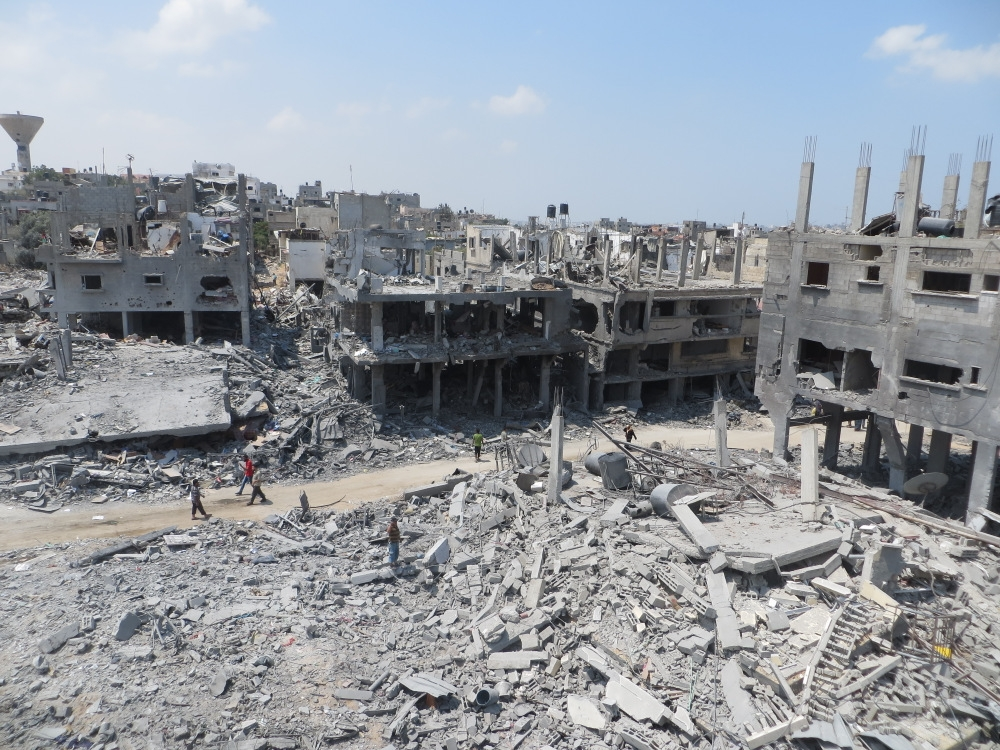
A Beit Hanoun településen az izraeli bombázások okozta pusztítás, 2014 augusztus.

A magas termékenység és születésszám miatt a népesség gyorsan nő. A nagy születésszám miatt a gázai fiatal népesség, ahol igen magas a gyermekek és fiatal felnőttek aránya; 2024-es becslések szerint a 0-14 éves korcsoport a teljes lakosság 38,8 százaléka, a medián életkor 19,5 év.
| Lakosok száma | 1 918 221 | 1 957 062 | 1 997 328 | 2 226 544 | 2 141 643 |
|               | 2020      | 2021      | 2022      | 2023      | 2024      |

### Vallás
Lakosságának több mint 99 százaléka szunnita muszlim, csekély része keresztény.

## Képek

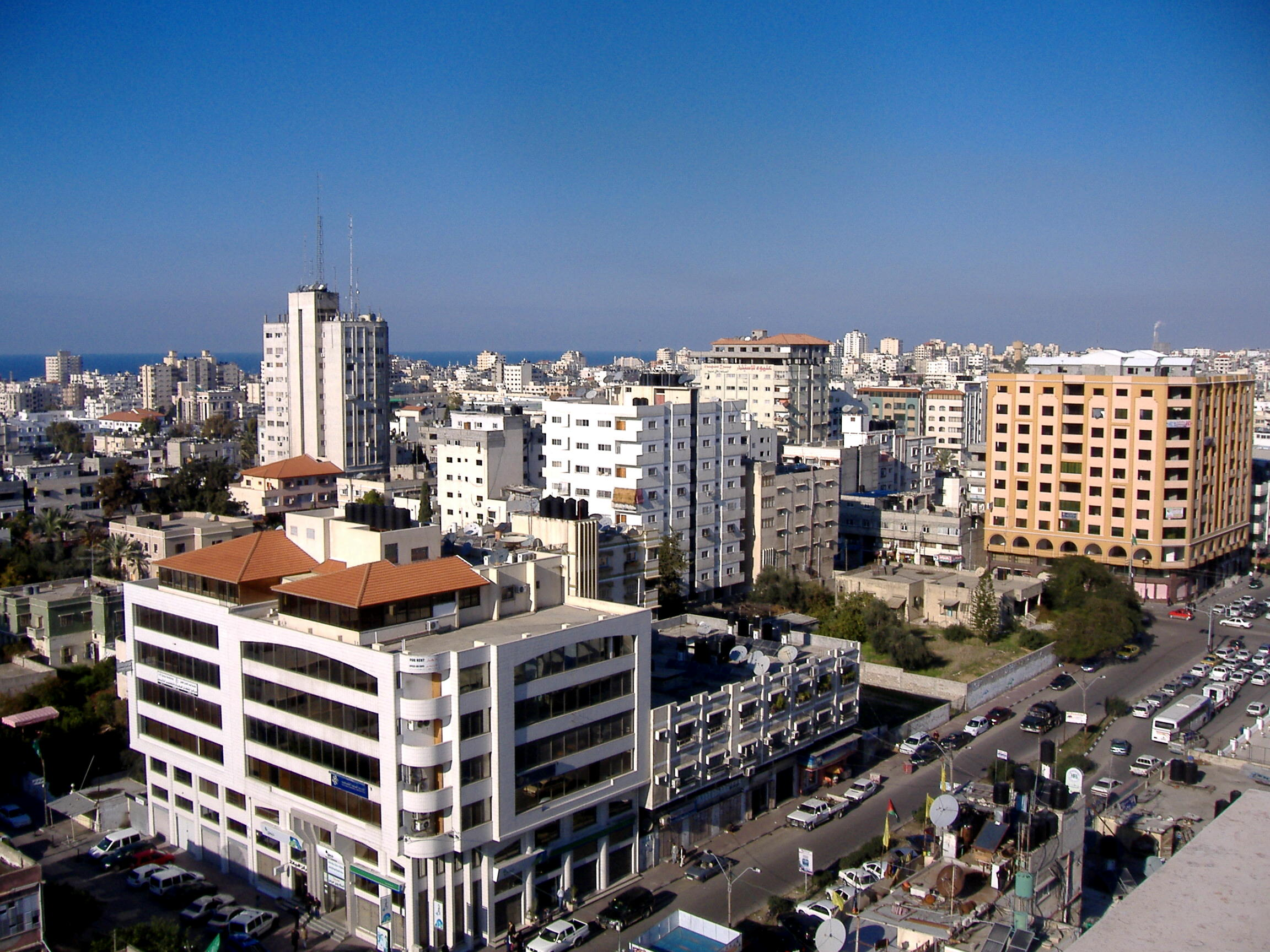
Gáza város 2007-ben
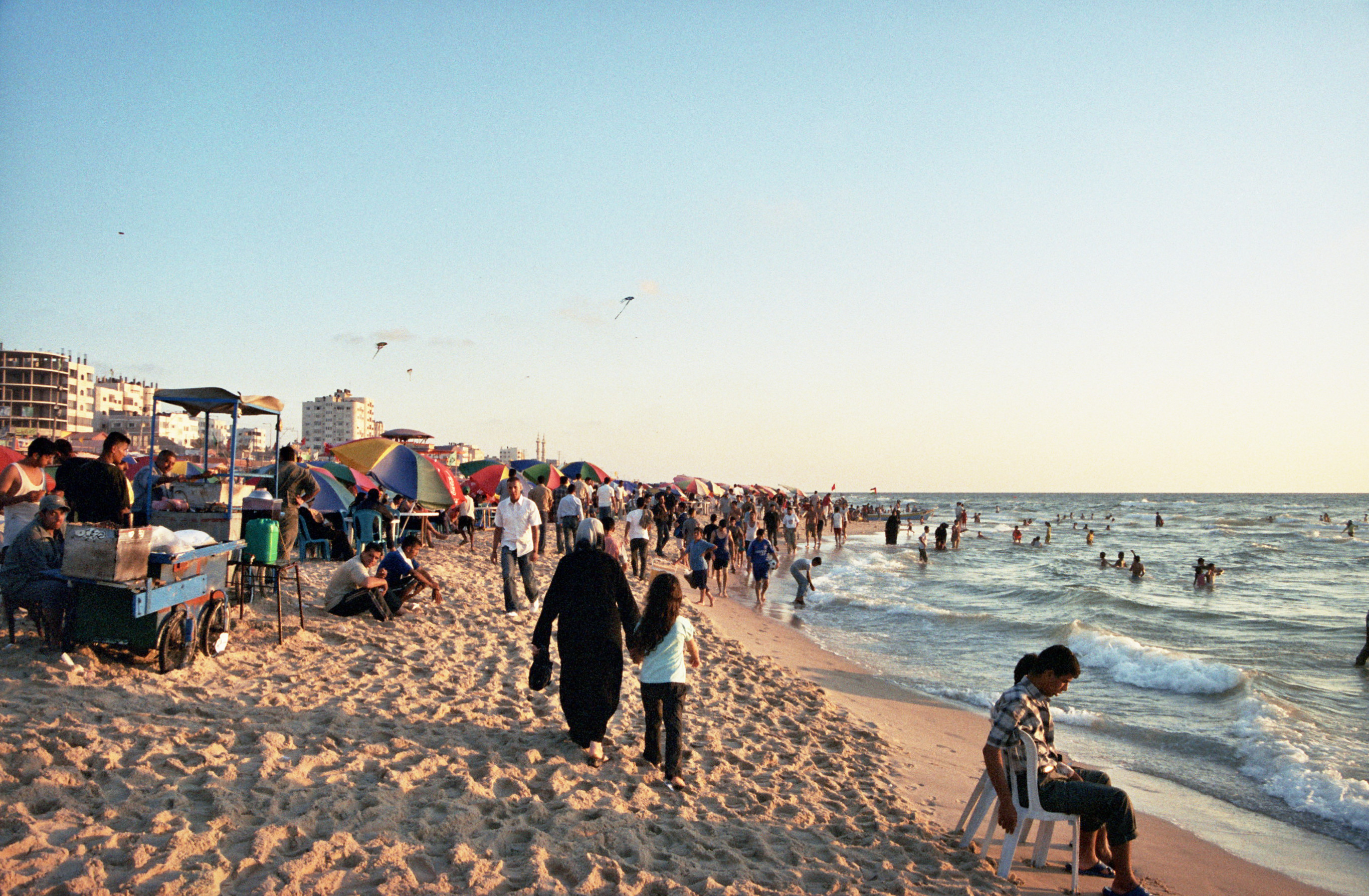
Gázai strand 2006-ban
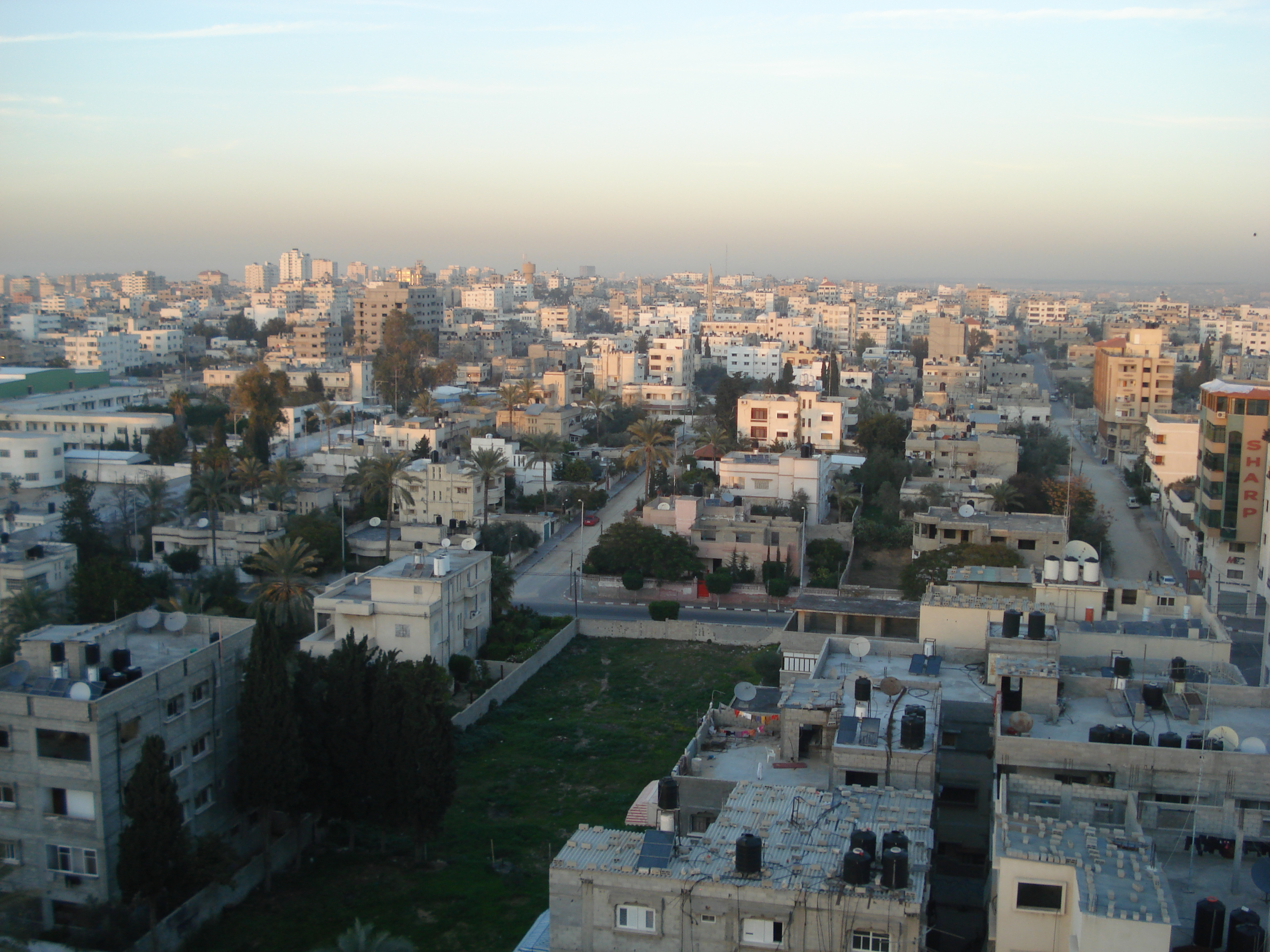
Gáza 2009-ben
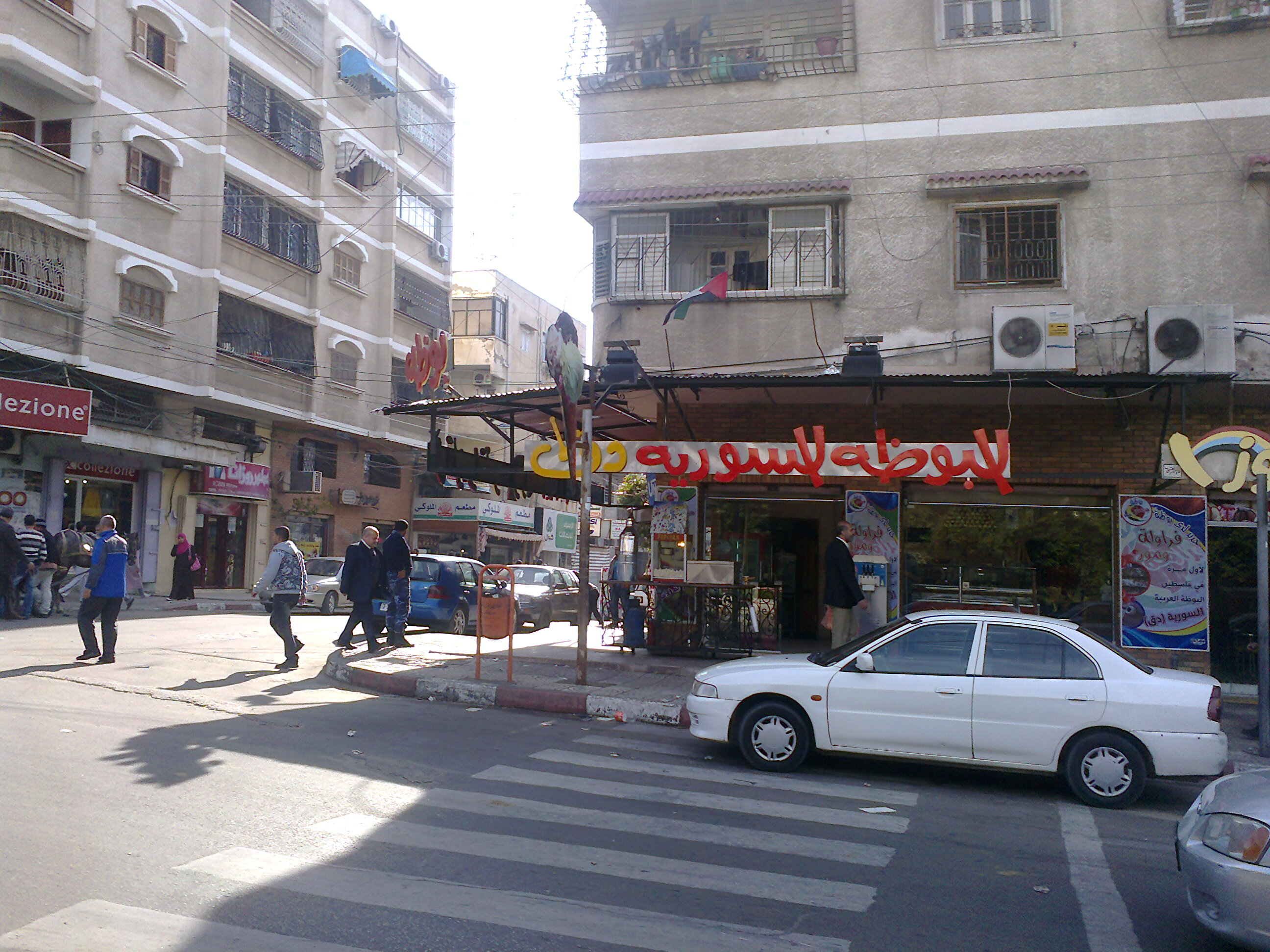
Utcakép 2012-ben
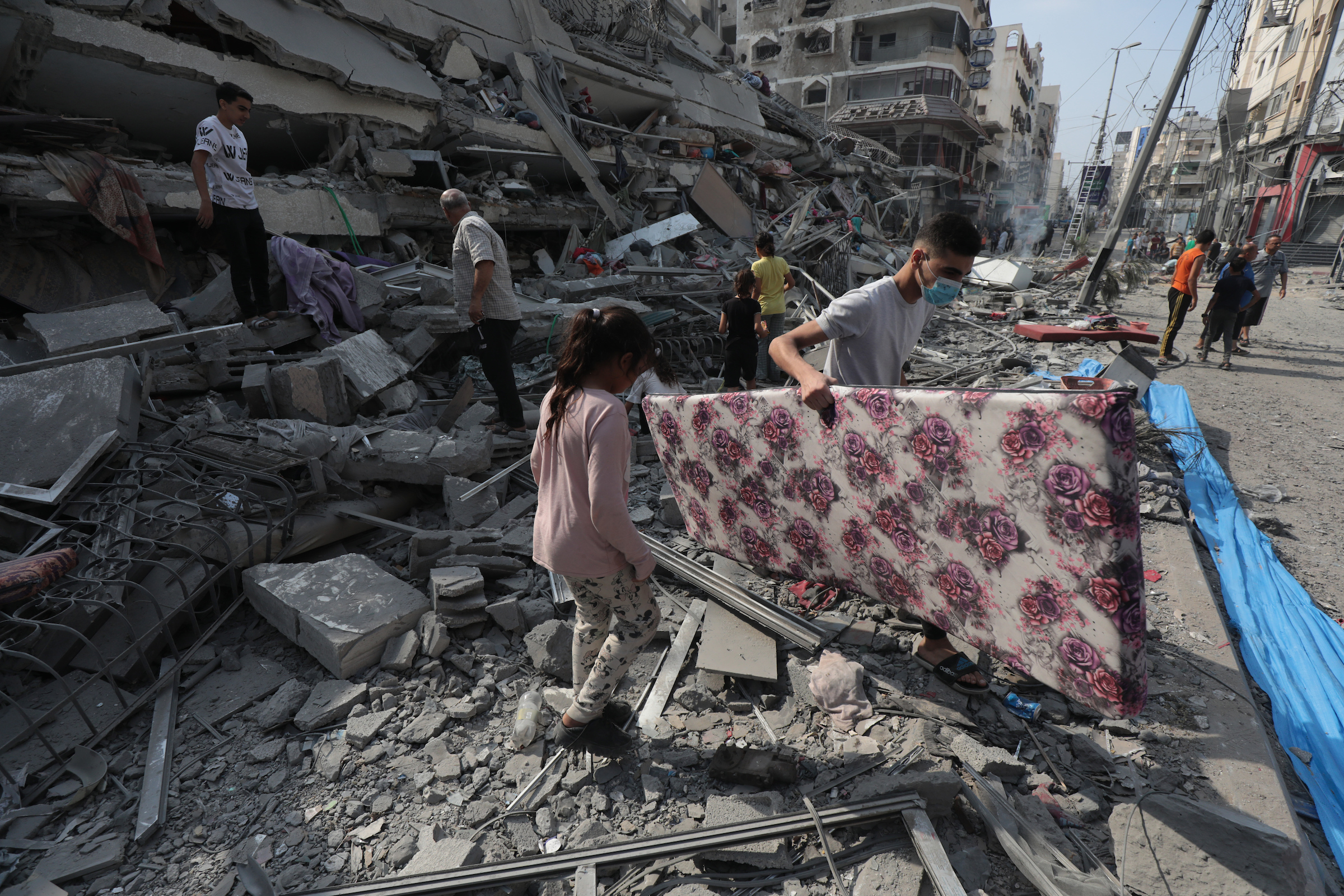
Utcakép egy izraeli légitámadás után 2023-ban
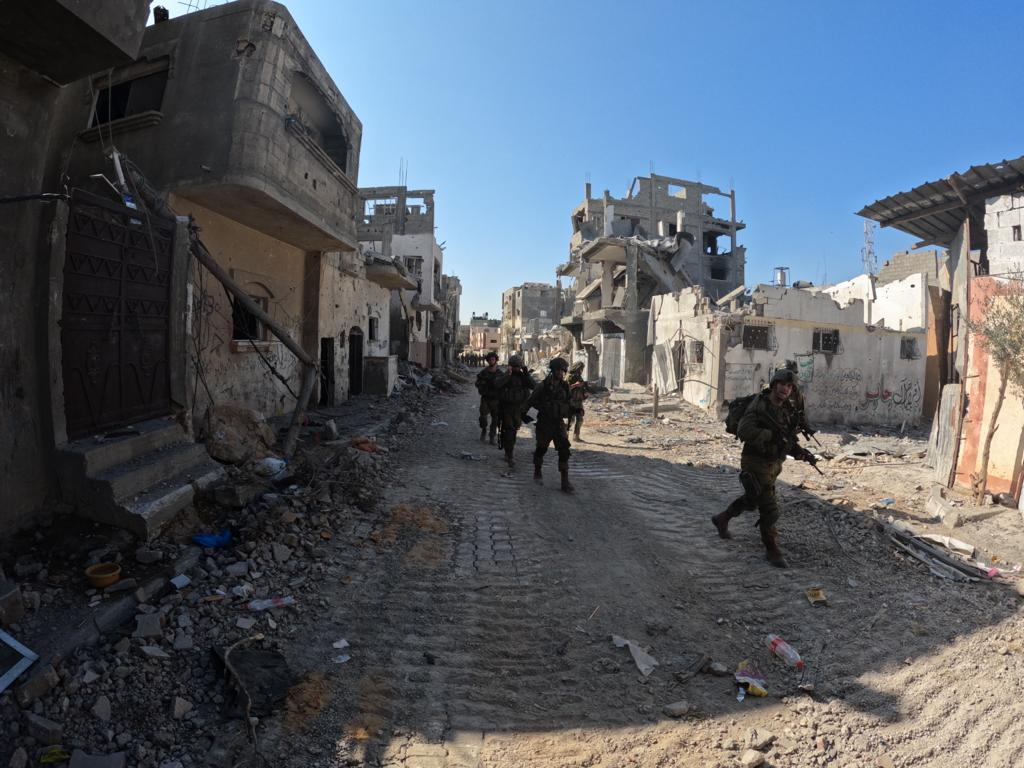
Szétlőtt házak izraeli katonákkal, 2023-ban